# Мидлворн (Западна Вирџинија)
Мидлворн (енгл. Middlebourne) град је у америчкој савезној држави Западна Вирџинија.

## Демографија
По попису из 2010. године број становника је 815, што је 55 (-6,3%) становника мање него 2000. године.
| Група             | 2000.       | 2010.       |
| Белци             | 866 (99,5%) | 807 (99,0%) |
| Афроамериканци    | 0 (0,0%)    | 0 (0,0%)    |
| Азијати           | 0 (0,0%)    | 0 (0,0%)    |
| Хиспаноамериканци | 0 (0,0%)    | 2 (0,2%)    |
| Укупно            | 870         | 815         |